# Adrian Pasdar
Adrian Kayvan Pasdar (Pittsfield, Massachusetts, 1965. április 30. –) iráni-amerikai színész és rendező, aki olyan szerepeivel vált ismertté, mint Jim Profit a Profit című televíziósorozatból, Declan Dunn a Rejtélyek kalandorai sorozat antropológusa, és mint Nathan Petrelli a különleges képességgel megáldott politikus, a Hősökből. Emellett ő rendezte a Cement című 1999-es filmet.

## Életpályája
Pasdar a massachusettsi Pittsfieldben született az Amerikai Egyesült Államokban. Édesapja, Homayoon Pasdar egy iráni születésű szívsebész volt, aki később az Egyesült Államokba költözött és sebészként dolgozott Philadelphia közelében. Orosz származású édesanyja, Rosemarie Sbresny, Königsbergben született és nővérként dolgozott, mielőtt angoltanár lett Franciaországban.
Adrian Pasdar sportösztöndíjjal került be a Central Florida Egyetemre, az első évében azonban súlyos autóbalesetet szenvedett. A baleset hegeket hagyott az arcán, a lábai pedig súlyosan megsérültek és hónapokig kerekesszékben kellett ülnie. Miközben intenzív fizikai terápián vett részt és az első évét tolószékben fejezte be, a figyelme az egyetem színtársulatára terelődött és újra felfedezte a gyerekkori érdeklődését a színészet és írás iránt. Mivel már nem tudott futballt játszani, abbahagyta az egyetemi tanulmányait és hazaköltözött. Munkát vállalt a People’s Light and Theatre Company-nél, ahol a hangosításon és világításon dolgozott valamint a díszletépítésben is segédkezett. Egy napon építés közben véletlenül levágta a bal hüvelykujjának végét. Az emiatt számára kiutalt kártérítést arra használta fel, hogy a Los Angeles-i Lee Strasberg Theater Institute hallgatója legyen.
Pasdar 2000 júniusában feleségül vette a Dixie Chicks énekesnőjét, Natalie Mainest. A pár 1999-ben ismerkedett meg és Las Vegasban házasodtak össze, szerény körülmények között. Két gyermekük született, Jackson Slade Pasdar (2001. március 15.) és Beckett Finn Pasdar (2004. július 14.). Los Angelesben és a texasi Austinban van otthonuk.

## Filmjei
- Top Gun (1986)
- Az arany utcában (1986)
- Napgyermekek (1986)
- Alkonytájt (1987)
- Míg a halál el nem választ (1990)
- Az elveszett Capone (1990)
- Micsoda nő ez a férfi! (1992)
- Az elveszett brigád (1993)
- Carlito útja (1993)
- Profit (1996-1997)
- A rettegés árnyékában (1997)
- Sebzett vad (1997)
- Újrakezdés (1997)
- Frankenstein háza (1997)
- Végzetes hajsza (1998)
- Végtelen határok (1998)
- Angyali érintés (1998)
- Lázadás (1999)
- Rejtélyek kalandorai (2000-2002)
- Győzni mindenáron (2002)
- Leharcolt oroszlánok (2003)
- Amynek ítélve (2003-2005)
- Született feleségek (2005)
- Hősök (2006-2010)
- Vasember (2010)
- Marvel Anime (2010-2011)
- Castle (2011)
- Esküdt ellenségek: Bűnös szándék (2011)
- Pusztító éden (2011)
- Az igazság ifjú ligája (2011-2012)
- The Lying Game (2011-2013)
- Koboldok nyomában (2012)
- 40 (2012)
- A Pókember elképesztő kalandjai (2012-2017)
- Bosszúállók újra együtt (2012-2017)
- Minden lében négy kanál (2013)
- Futás (2013)
- Phineas és Ferb (2013)
- Marvel szuperhősök: Felturbózva (2013)
- Vasember és Hulk: Egyesített erők (2013)
- Hulk és a Z.Ú.Z.D.A. ügynökei (2013-2015)
- A SHIELD ügynökei (2014-2018)
- Transformers: Robots in Disguise (2015-2016)
- Kolónia (2016-2017)
- Milo Murphy törvénye (2016-2019)
- Halálos fegyver (2017)
- Supergirl (2017-2018)
- A kegyvesztett (2020)